# PostFinance-Arena

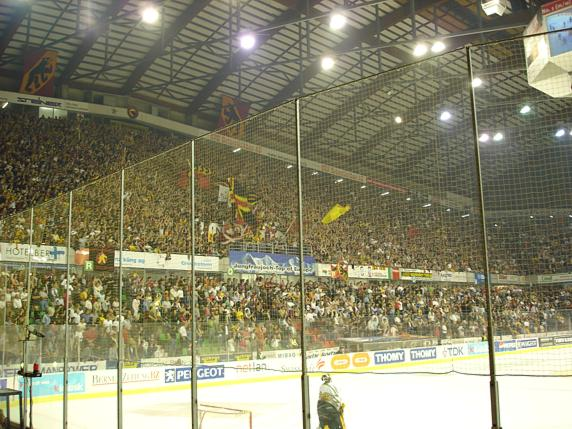
PostFinance Arena tribuna

PostFinance Arena (původně: Eisstadion Allmend a Bern Arena) je hokejová aréna v hlavním městě Švýcarska Bernu. Primárně je využívána k lednímu hokeji a své domácí zápasy zde sehrává tým SC Bern. Aréna byla postavena v roce 1967 a pojme 17 131 diváků. Charakteristickou vlastností této arény je největší sektor pro diváky k stání na světě s kapacitou 11 862 stojících diváků.
PostFinance Arena byla hlavní halou Mistrovství světa v ledním hokeji 2009.
Dne 1. října 2009 se zde uskutečnil první ročník Victoria Cupu.
Původně se zde měla uskutečnit i kvalifikace hokejové Ligy mistrů, ale kvůli nutné rekonstrukci stadiónu se tak nestalo.

## Rekonstrukce
Kvůli svému věku nemohla PostFinance Arena sloužit jakožto dějiště Mistrovství světa v ledním hokeji 2009. Proto musela být tato aréna před začátkem mistrovství světa rekonstruována, což také zapůsobilo při konečném rozhodnutí Švýcarské hokejové federace o výběru Bernu coby centrálního dějiště MS 2009.
Během rekonstrukce před Mistrovstvím světa v ledním hokeji 2009 zde budou do celého nynějšího rozsáhlého sektoru k stání namontována sedadla, čímž se kapacita stadionu přechodně sníží na 13 000 míst. Po mistrovství světa bude opět obnoven celý sektor k stání, ale bude o něco menší jako předtím (pouze 10 272 míst k stání), celková kapacita se tím ale zvýší na 17 131 míst, což je více míst než měla aréna před započetím rekonstrukce.

## Diváci
Poslední léta bývá v PostFinance Areně větší počet fanoušků z evropských lig. V sezóně 2006/2007 činila průměrná návštěvnost arény 15 993 diváků a o sezónu později pak 15 939 diváků.